# Palais Sigray St. Marsan

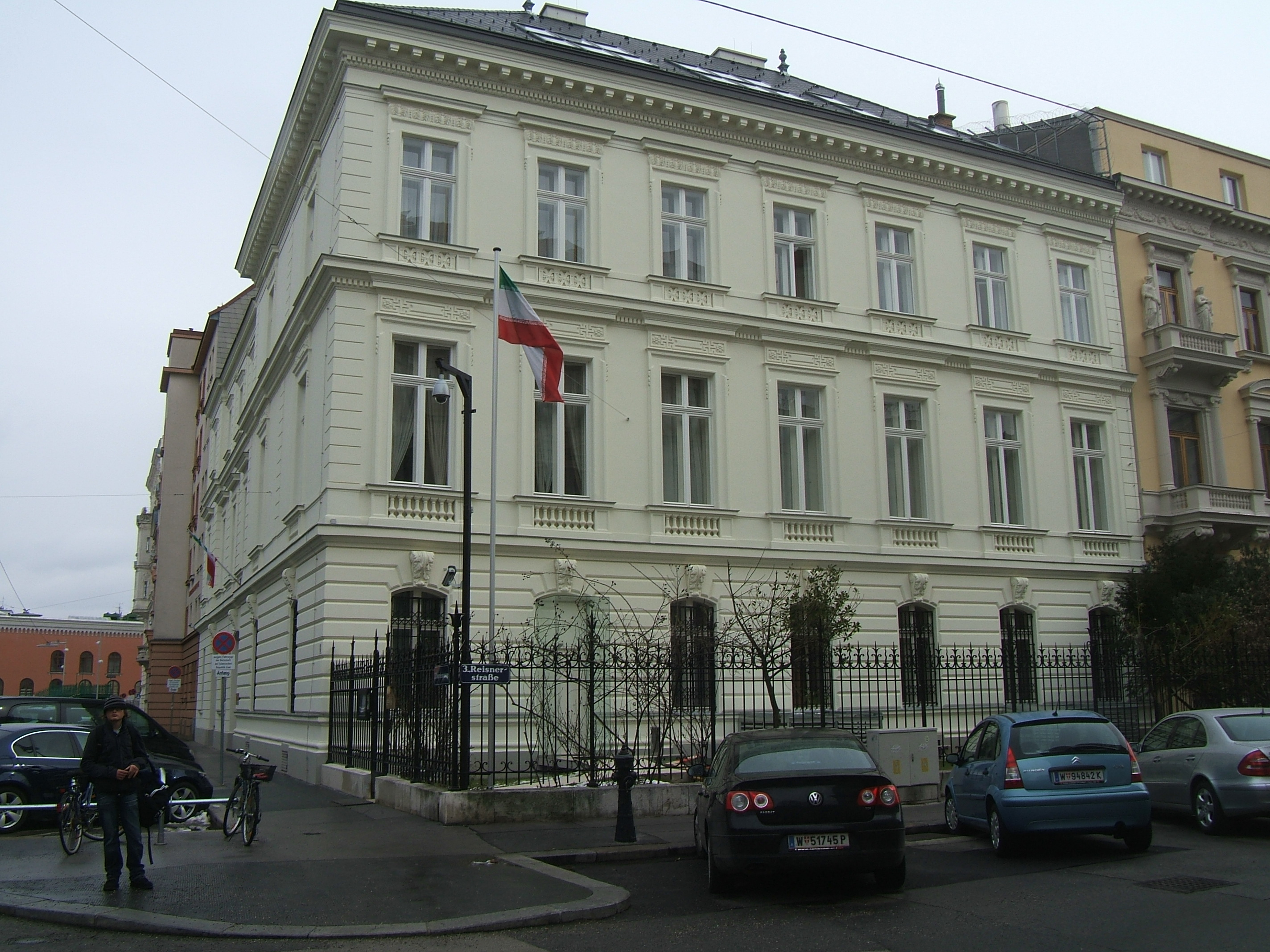
Palais Sigray St. Marsan, Schauseite Reisnerstraße

Das Palais Sigray St. Marsan ist ein Ringstraßenpalais in der Reisnerstraße 49, Ecke Jaurèsgasse 9 im 3. Wiener Gemeindebezirk Landstraße, unweit des Belvedere. Das Ensemble beherbergt die Botschaft der Islamischen Republik Iran.
Das Anwesen steht als Ehem. Palais Sigray Saint-Marsan unter Denkmalschutz.

## Anlage

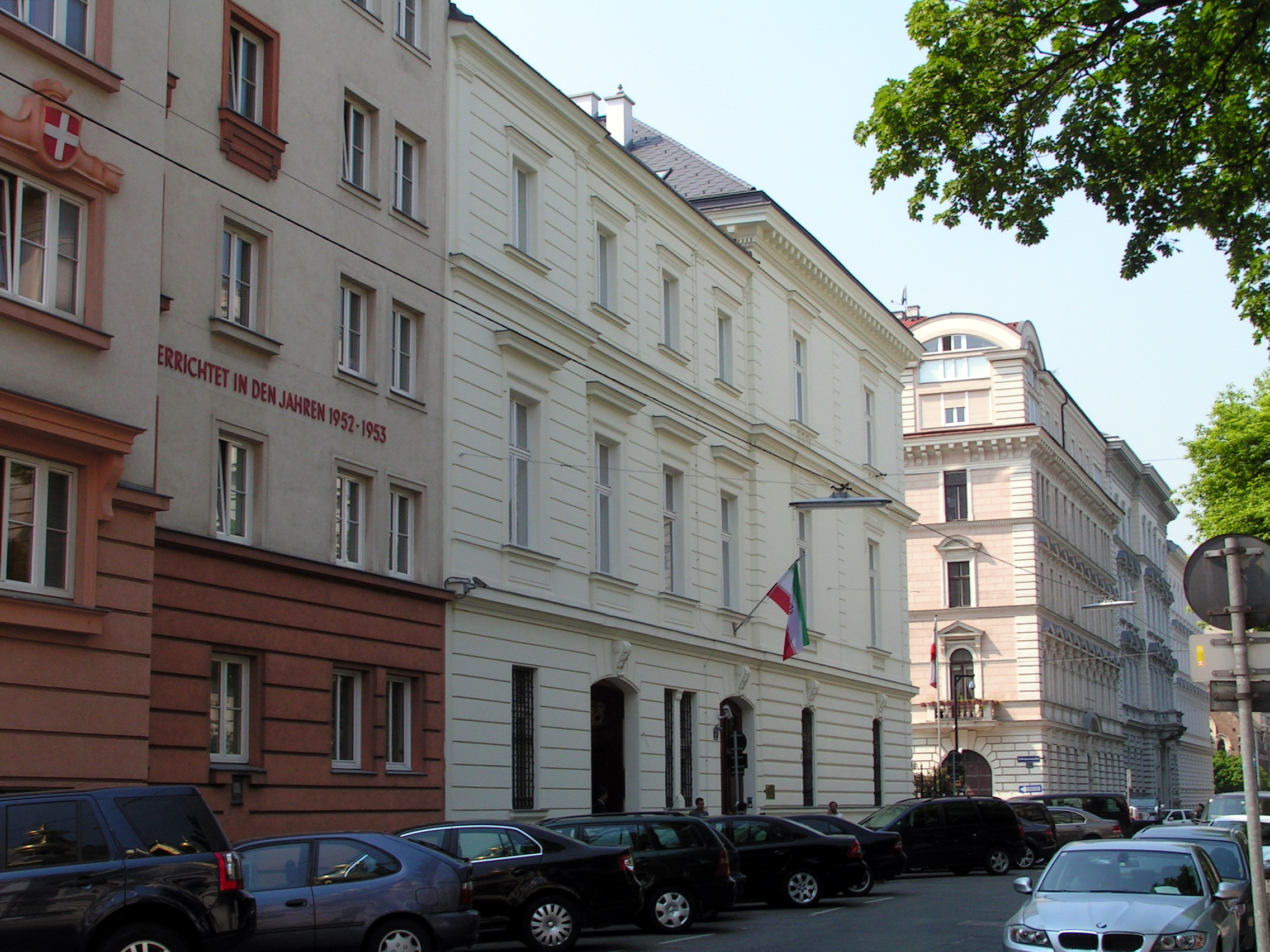
Palais Sigray St. Marsan, Nebentrakt Jaurèsgasse

Das Palais aus der Ringstraßenzeit, dem habsburgischen Historismus, wendet seine dreigeschoßige Schauseite in die Reisnerstraße. Sie ist siebenachsig befenstert, mit typischem sockelartig angelegtem Parterre und großzügiger Beletage, in verhältnismäßig schlichter antikisierender Ornamentik. Das Haus ist, mit seinen zwei Nachbargebäuden stadtauswärts, über einen Vorgarten aus der Straßenflucht zurückversetzt, der ehemalige Fronteingang ist nicht zugänglich.
Zur Jaurèsgasse befindet sich, neben dem Haupthaus, ein Nebentrakt, der den Eingang der Botschaft bildet. Dieses Bauwerk wurde in jüngsten Jahren neu errichtet und zeigt nunmehr eine historisierend angepasste Fassade.
Zum Innenhof befindet sich noch ein weiteres Gebäude, der alte Pferdestall des Anwesens.
Direkt gegenüber befindet sich die Russische Botschaft und nebenan die Russisch-Orthodoxe Nikolaus-Kathedrale, unweit in der Jaurèsgasse auch die Britische Botschaft.

## Geschichte und heutige Verwendung
Das Anwesen wurde 1872 von der Adelsfamilie Grafen Sigray von Saint-Marsan, sardischem Adel, erstellt. Die Architektur stammt von Viktor Rumpelmayer, das ursprüngliche Konzept mit landschlossartigem Hochdach italienisch-französischen Neorenaissance-Gepräges wurde nicht realisiert, und das Aussehen 1880 noch einmal verändert.
Später wurde das Gebäude an das Kaiserreich Persien verkauft und ist seit vielen Jahren die persische, seit 1935 die iranische Botschaft in Wien. Es beherbergt neben der Botschaft auch die Konsularabteilung und die Ständige Vertretung der Islamischen Republik Iran an die Vereinten Nationen und andere Internationale Organisationen in Wien (Vienna International Center).